# La Ceiba, Castillo de Teayo
La Ceiba är en ort i Mexiko.   Den ligger i kommunen Castillo de Teayo och delstaten Veracruz, i den sydöstra delen av landet, 220 km nordost om huvudstaden Mexico City. La Ceiba ligger 52 meter över havet och antalet invånare är 368.
Terrängen runt La Ceiba är huvudsakligen platt, men åt nordost är den kuperad. Runt La Ceiba är det ganska tätbefolkat, med 166 invånare per kvadratkilometer. Närmaste större samhälle är Álamo, 14,2 km nordväst om La Ceiba. Trakten runt La Ceiba består till största delen av jordbruksmark.